# Piray Kilómetro 18
Piray Kilómetro 18 es una localidad argentina ubicada en el departamento Montecarlo de la Provincia de Misiones. Depende administrativamente del municipio de Puerto Piray, de cuyo centro urbano dista unos 16 km.
La localidad no tiene amanzanamiento, sino que se desarrolla como un caserío a ambos costados del camino correspondiente a la anterior traza de la Ruta Nacional 12, entre la Ruta Provincial 16 y el puente sobre el río Piray Guazú. El camino se encuentra a la altura del kilómetro 18 de la Ruta 16, en lo que correspondía al cruce con el acceso a Puerto Piray, lo cual da nombre al poblado.
Cuenta con una escuela y un puesto de salud.